# Fueled by Ramen
Fueled by Ramen is een platenlabel, opgericht door John Janick en Vinnie Fiorello.

## Artiesten bij Fueled by Ramen
- The Academy Is...
- A Day To Remember
- All Time Low
- A Rocket to the Moon
- Basement
- The Cab
- Chef'Special
- Cobra Starship
- Cute Is What We Aim For
- Fall Out Boy
- flor
- Forgive Durden
- The Friday Night Boys
- Fun.
- Grandson
- Ghost Town
- Gym Class Heroes
- The Hush Sound
- Lifetime
- Nate Ruess
- Panic! at the Disco
- Paramore
- Phantom Planet
- Powerspace
- The Swellers
- This Providence
- VersaEmerge
- Vinyl Theatre
- Travie McCoy
- Twenty One Pilots
- Rome
- Young The Giant